# Afrodontomyia impressa
Afrodontomyia impressa är en tvåvingeart som först beskrevs av Charles Howard Curran 1928.  Afrodontomyia impressa ingår i släktet Afrodontomyia och familjen vapenflugor.
Artens utbredningsområde är Kongo. Inga underarter finns listade i Catalogue of Life.